# Список найвищих вершин Сонячної системи
Наводиться неповний список найвищих вершин Сонячної системи.
| Небесне тіло | Гора              | Абсолютна висота1, км | Відносна висота2, км | Походження        | Примітки                                                            |
| ------------ | ----------------- | --------------------- | -------------------- | ----------------- | ------------------------------------------------------------------- |

Гора Олімп на Марсі в порівнянні з Джомолунгмою і Мауна-Кеа на Землі

| Веста        | Реясильвія        | 9                     | 22                   | ударне            | Пік у центрі одного з найглибших кратерів Сонячної системи.         |
| Марс         | Олімп             | ~26                   | 21,2                 | вулканічне        | Здіймається на 26 км над рівнинами в 1000 км на північ від піка.    |
| Япет         | Стіна Япета       | 13                    | 20                   | невідомо (опадне) | Кільцевий хребет, що опоясує супутник по екватору.                  |
| Іо           | Південна Боосавла | 17,5                  | 18,2                 | тектонічне        | На південному сході — урвище висотою 15 км                          |
| Марс         | Гора Аскрійська   | 18                    | 14,9                 | вулканічне        | Згаслий щитоподібний вулкан.                                        |
| Іо           | Гора Іонічна      |                       | 12,7                 | тектонічне        | Східний хребет з двох, що складають гору.                           |
| Марс         | Елізій            | 16                    | 12,6                 | вулканічне        | Згаслий щитоподібний вулкан.                                        |
| Марс         | Арсія             | 19                    | 11,7                 | вулканічне        | Навколо гори дірки.                                                 |
| Іо           | Евбея             | 10,5                  | 10,3—13,4            | тектонічне        | Сформувала найбільший оползень у Сонячній системі (бл. 25 000 км3). |
| Земля        | Джомолунгма       | 8,8                   | ?                    | тектонічне        | Вершина з найбільшою на Землі висотою над рівнем моря.              |
| Земля        | Мауна-Кеа         | 4,2                   | 10,2                 | вулканічне        | Більша частина гори знаходиться під водою.                          |

1:відносно нульового рівня відповідного небесного тіла (для Землі — над рівнем моря)

2:відносно середньої висоти довколишньої місцевості («від підніжжя до піка»)

## Галерея
Вершини в міру зменшення висоти «від основи до піка».

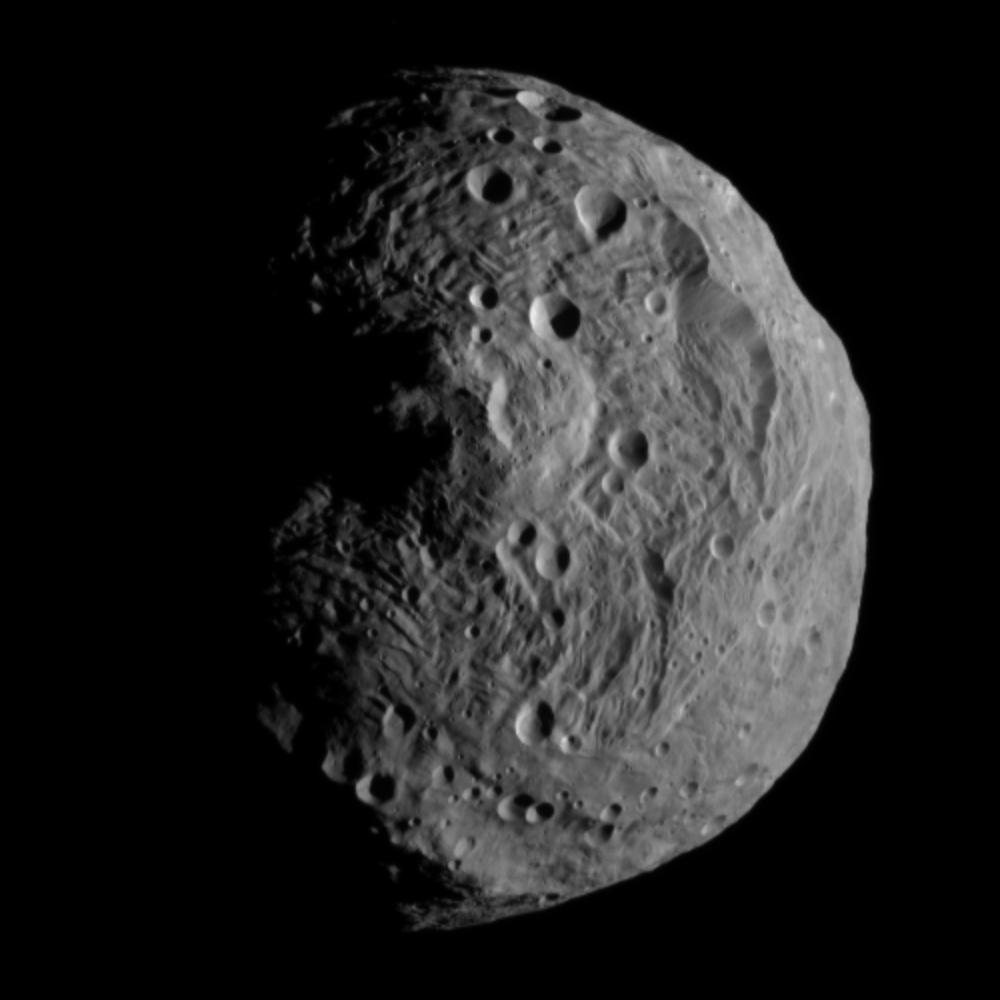
Центральний пік кратера Реясильвія (кратер) (Веста), 22 км
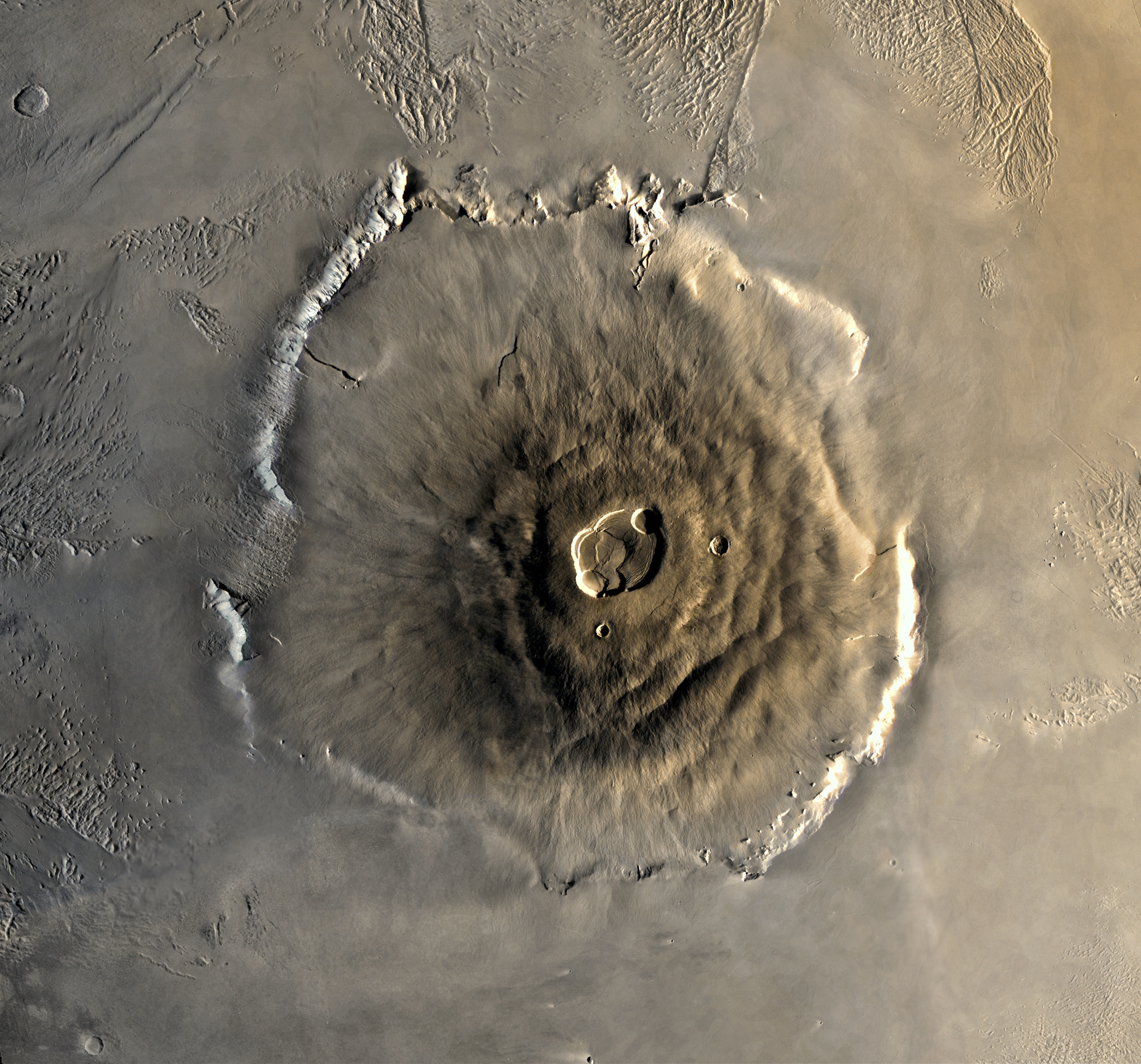
Олімп (Марс), 21,2 км
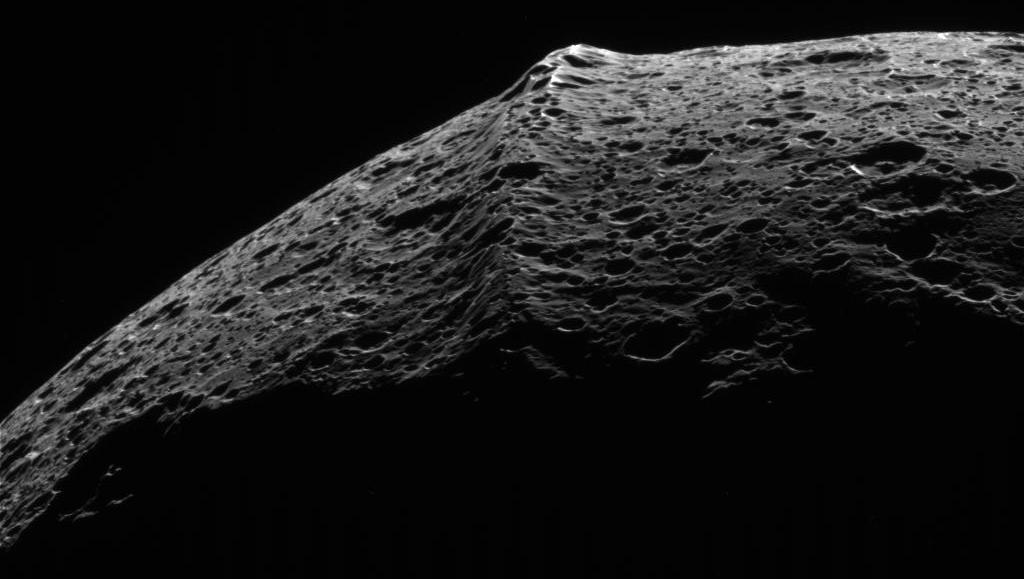
Стіна Япета (Япет (спутник)), 20 км
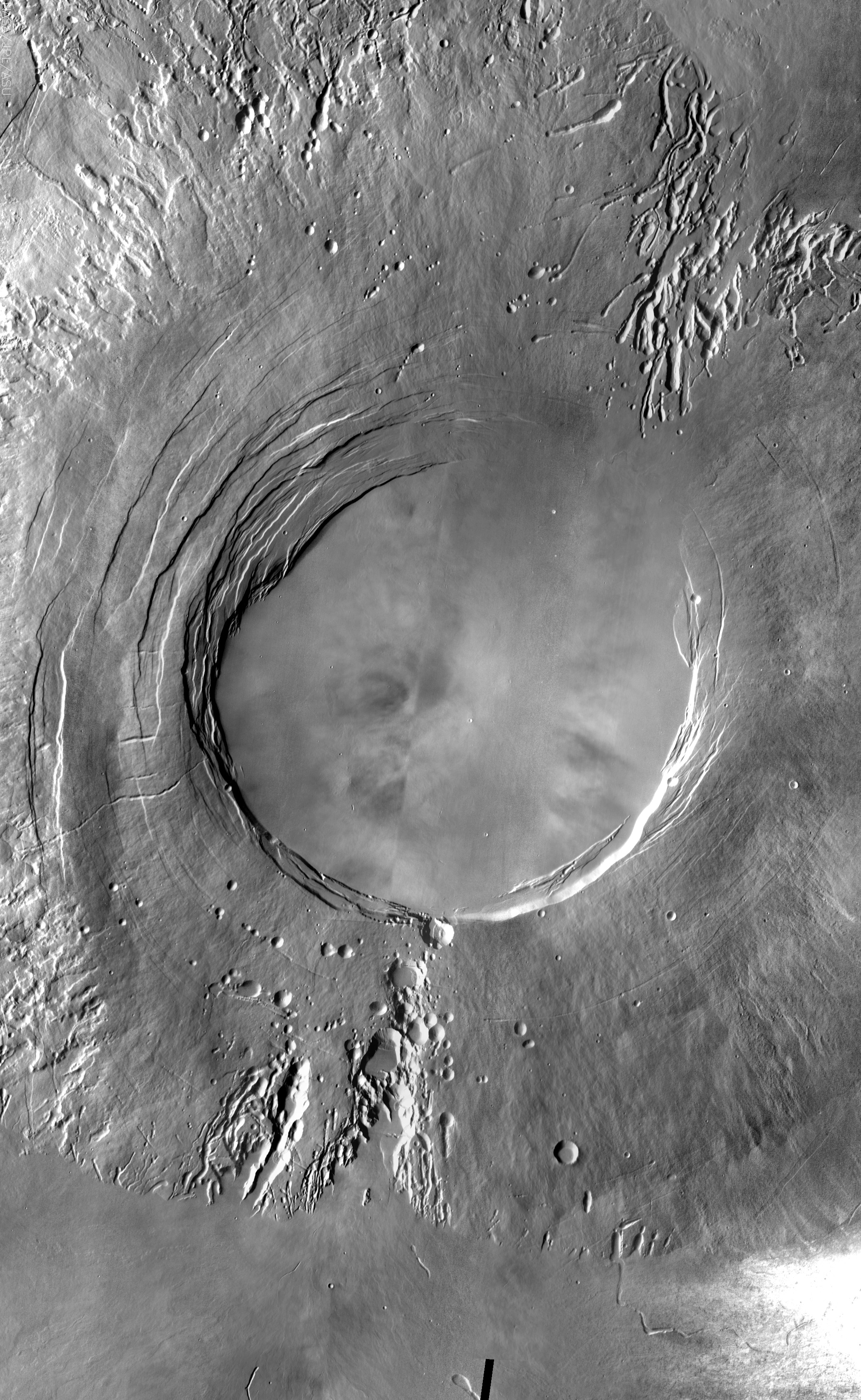
Гора Арсія (Марс), 19 км
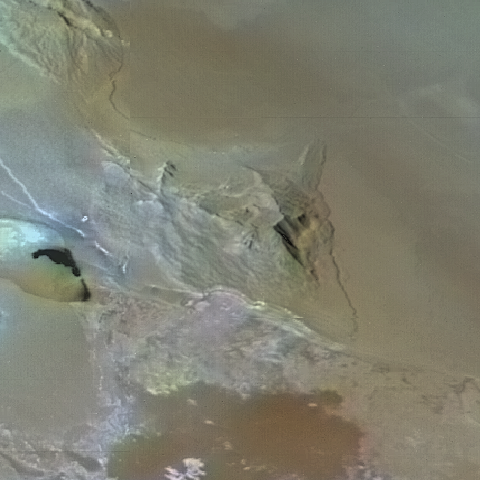
Південна Боосавла (Іо), 18,2 км
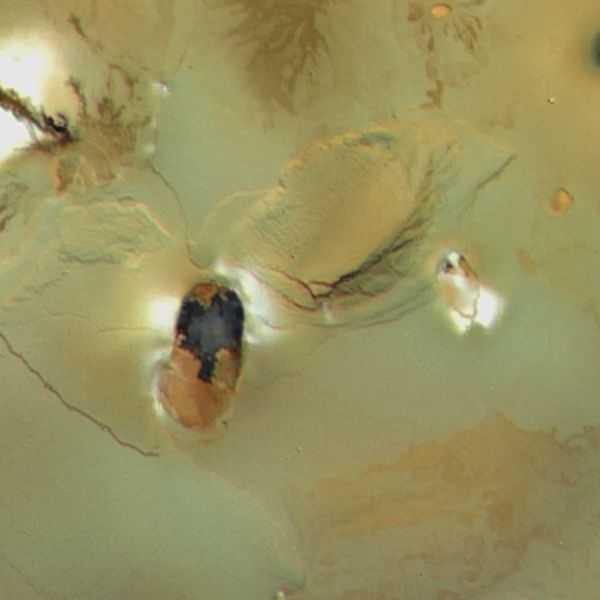
Евбея (Іо), 10,5 км
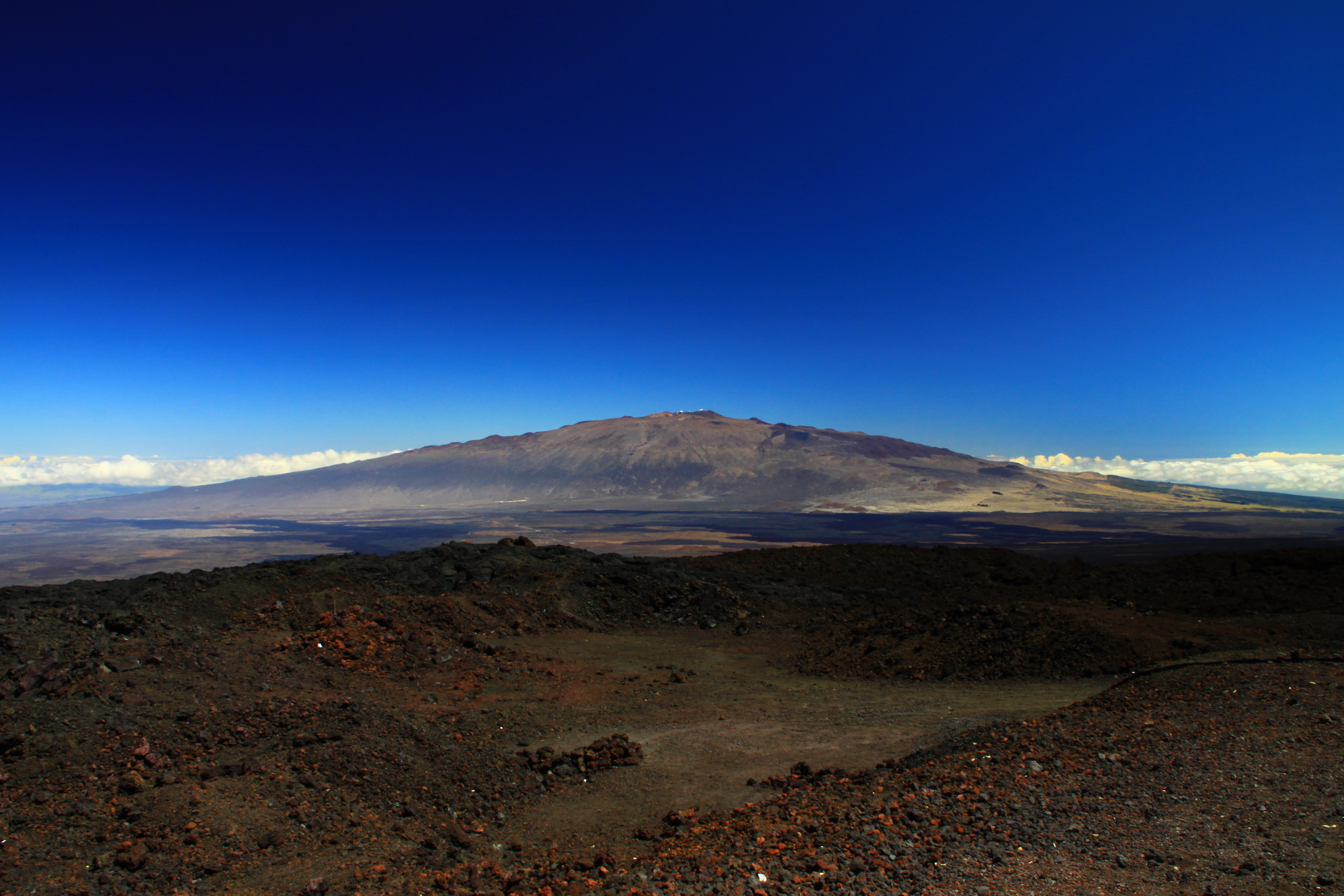
Мауна-Кеа (Земля), 10,2 км
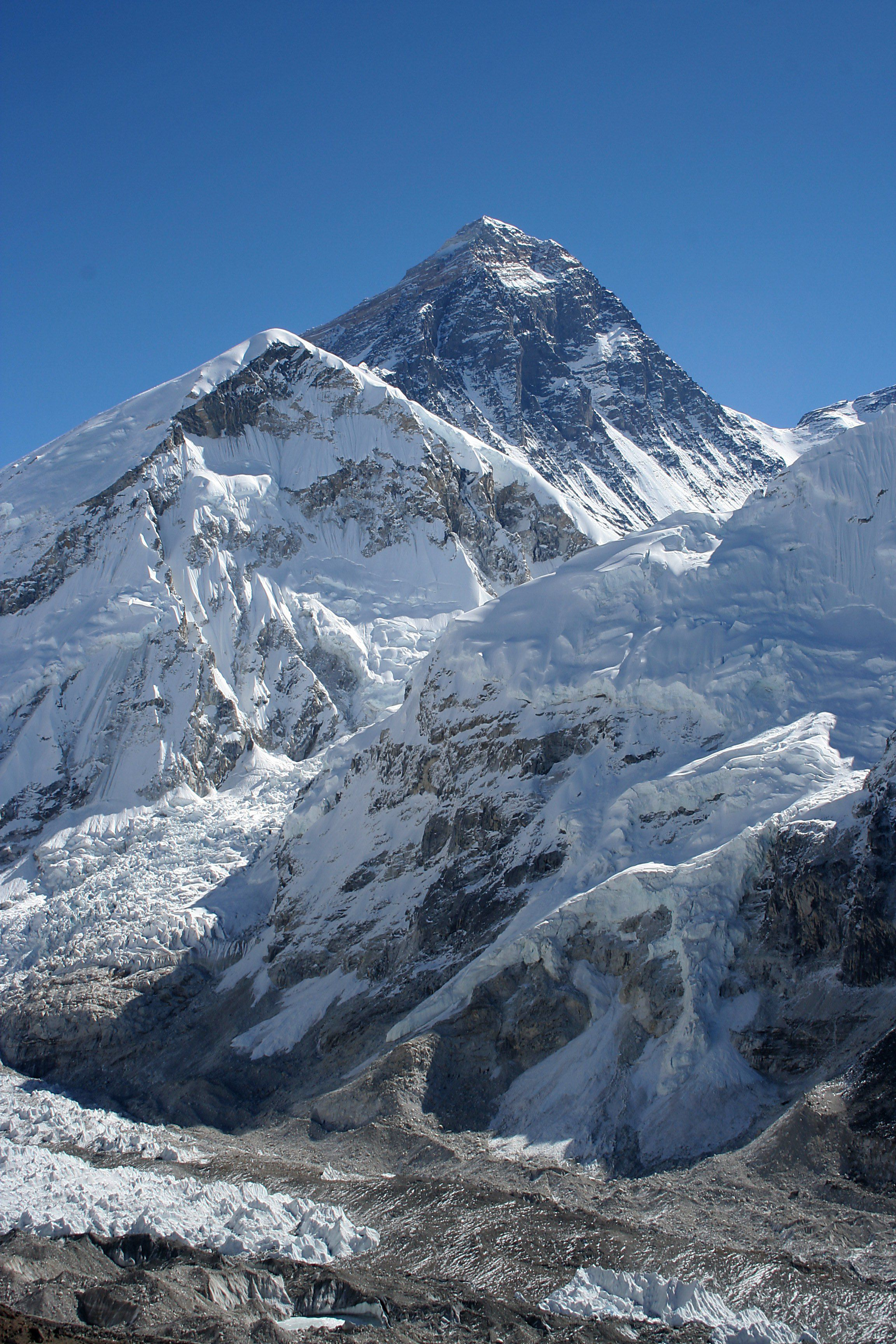
Джомолунгма (Земля), 8,8 км